# Playtone
Playtone Entertainment, est une société de production américaine fondée en 1996 par l'acteur Tom Hanks et le producteur Gary Goetzman.
Cette société fut nommée "Playtone" d'après le nom d'une société fictive du film That Thing You Do! réalisé par Tom Hanks en 1996.

## Productions

### Cinéma
- 1996 : That Thing You Do!
- 2000 : Seul au monde de Robert Zemeckis
- 2002 : Mariage à la grecque
- 2004 : Le Pôle express de Robert Zemeckis
- 2005 : Magnificent Desolation: Walking on the Moon 3D
- 2006 : Neil Young: Heart of Gold
- 2006 : Lucas, fourmi malgré lui
- 2006 : A Wilderness of Monkeys
- 2006 : Starter for 10
- 2007 : La Guerre selon Charlie Wilson
- 2008 : Mamma Mia! de Phyllida Lloyd
- 2008 : La Cité de l'ombre
- 2008 : Mister Showman
- 2008 : Surfer, Dude
- 2009 : Max et les maximonstres
- 2009 : Vacances à la grecque
- 2013 : Parkland de Peter Landesman
- 2015 : A Hologram for the King de Tom Tykwer
- 2015 : Ithaca de Meg Ryan
- 2016 : Sully de Clint Eastwood
- 2017 : The Secret Man: Mark Felt de Peter Landesman
- 2018 : Mamma Mia! Here We Go Again d'Ol Parker
- 2020 : USS Greyhound : La Bataille de l'Atlantique (Greyhound) d'Aaron Schneider
- 2020 : La Mission (News of the World) de Paul Greengrass
- 2021 : Finch de Miguel Sapochnik
- 2022 : Elvis de Baz Luhrmann
- 2024 : Here de Robert Zemeckis

### Séries télévisées
- 2001 : Frères d'armes (Band of Brothers)
- 2003 : My Big Fat Greek Life
- 2006-2011 : Big Love
- 2008 : John Adams
- 2010 : The Pacific
- 2024 : Masters of the air

### Web-série
- 2012 : Electric City

### Bandes originales de films
- That Thing You Do! (1996)
- American Girls (2000)
- Josie and the Pussycats (2001)
- Frères d'armes (2001)
- Mariage à la grecque (2002)
- La Vérité sur Charlie (2002)